# Goldston
Goldston – miasto w Stanach Zjednoczonych, w stanie Karolina Północna, w hrabstwie Chatham.